# Поперечне (Каменський район)
Попере́чне (рос. Поперечное) — село у складі Каменського району Алтайського краю, Росія. Адміністративний центр Попереченської сільської ради.

## Населення
Населення — 796 осіб (2010; 1041 у 2002).
Національний склад (станом на 2002 рік):
- росіяни — 96 %